# Sapporo
Sapporo (札幌市?, Sapporo-shi, ) è una città giapponese di circa 1 970 000 abitanti, capoluogo della prefettura di Hokkaidō e quinta città per grandezza del Giappone. Fa parte della sottoprefettura di Ishikari, situata nella zona sud-occidentale dell'isola di Hokkaidō.
Sapporo è nota fuori dal Giappone per aver ospitato le Olimpiadi Invernali del 1972, le prime tenutesi in Asia, e per il famoso Festival della neve che attira oltre 2 milioni di turisti da tutto il mondo. La città è anche conosciuta per le birrerie Sapporo, che prendono il nome dalla città stessa, e dai biscotti Shiroi Koibito, il classico souvenir acquistato da chi visita la città.

## Geografia fisica
Sapporo è situata nella parte sud-ovest della pianura Ishikari e in parte della pianura alluvionale del Toyohira, un torrente affluente del fiume Ishikari. Oltre che da questi due corsi d'acqua, il territorio comunale è attraversato dal fiume Sōsei. Le circoscrizioni più occidentali arrivano quasi a toccare le spiagge del mar del Giappone. La parte occidentale e meridionale della città è occupata da una serie di rilievi tra cui i monti Teine, Maruyama e Moiwa.

### Aspetto urbanistico
A differenza di altre città giapponesi che, pur presentando un aspetto moderno, hanno origini antiche, Sapporo è di recente fondazione e non vi sono particolari monumenti storici o templi antichi. Nella zona dove sorge Sapporo, sono da secoli stanziati gli indigeni ainu, che in quest'area costruirono vari villaggi, ma mai una vera città.
La moderna Sapporo fu progettata nel 1871 (periodo in cui l'isola cominciò a subire una forte immigrazione) con l'aiuto di alcuni urbanisti americani, che collaborarono alla stesura del progetto e alla costruzione della città. Ne è risultata una città dove muoversi è insolitamente semplice: a differenza di altre località del Giappone, gli indirizzi seguono una griglia di numerazione molto chiara (la stazione ferroviaria, per esempio, si trova a Nord 5, Ovest 3).
Sapporo possiede molti parchi, fra cui il Parco Ōdōri situato nel cuore della città, attraversato da esso da est a ovest, comprendente prati, alberi, monumenti e fontane. Il parco ospita una lunga serie di eventi e festival in tutti i periodi dell'anno, fra cui il Festival della neve di Sapporo, una fiabesca mostra a cielo aperto di sculture di ghiaccio. Il parco Moerenuma è uno dei più grandi della città e fu costruito grazie al piano urbanistico di Isamu Noguchi, un architetto urbano nippo-americano.

### Clima
Sapporo ha un clima continentale di tipo umido (Koppen Dfa) con una grande escursione termica fra l'estate e l'inverno. Le estati generalmente sono tiepide ma non molto umide, e gli inverni sono freddi considerata la latitudine unita alla bassa elevazione e assai nevosi traendo umidità dal mare. Con una media di 630 cm di precipitazione nevosa annua, è una delle poche grandi metropoli del mondo con tale quantità di neve, e questo permette a Sapporo di tenere ogni anno il suo festival della neve. La quantità annuale media di precipitazioni è di 1100 mm, e la temperatura annuale media è di 8,5 °C.
| Sapporo (1991-2020) Fonte: JMA                       | Mesi         | Mesi         | Mesi         | Mesi         | Mesi        | Mesi        | Mesi        | Mesi        | Mesi        | Mesi        | Mesi         | Mesi         | Stagioni | Stagioni | Stagioni | Stagioni | Anno    |
| Sapporo (1991-2020) Fonte: JMA                       | Gen          | Feb          | Mar          | Apr          | Mag         | Giu         | Lug         | Ago         | Set         | Ott         | Nov          | Dic          | Inv      | Pri      | Est      | Aut      | Anno    |
| ---------------------------------------------------- | ------------ | ------------ | ------------ | ------------ | ----------- | ----------- | ----------- | ----------- | ----------- | ----------- | ------------ | ------------ | -------- | -------- | -------- | -------- | ------- |
| T. max. media (°C)                                   | −0,4         | 0,4          | 4,5          | 11,7         | 17,9        | 21,8        | 25,4        | 26,4        | 22,8        | 16,4        | 8,7          | 2,0          | 0,7      | 11,4     | 24,5     | 16,0     | 13,1    |
| T. media (°C)                                        | −3,2         | −2,7         | 1,1          | 7,3          | 13,0        | 17,0        | 21,1        | 22,3        | 18,6        | 12,1        | 5,2          | −0,9         | −2,3     | 7,1      | 20,1     | 12,0     | 9,2     |
| T. min. media (°C)                                   | −6,4         | −6,2         | −2,4         | 3,4          | 9,0         | 13,4        | 17,9        | 19,1        | 14,8        | 8,0         | 1,6          | −4,0         | −5,5     | 3,3      | 16,8     | 8,1      | 5,7     |
| T. max. assoluta (°C)                                | 11,2 (1903)  | 10,8 (1953)  | 18,3 (2021)  | 28,0 (1998)  | 34,2 (2019) | 33,7 (2014) | 36,0 (2000) | 36,2 (1994) | 32,7 (1990) | 27,3 (2021) | 22,4 (2003)  | 14,8 (1989)  | 14,8     | 34,2     | 36,2     | 32,7     | 36,2    |
| T. min. assoluta (°C)                                | −27,0 (1922) | −28,5 (1929) | −22,6 (1910) | −14,6 (1929) | −4,2 (1893) | 0,0 (1906)  | 5,2 (1900)  | 5,3 (1902)  | −0,9 (1906) | −4,4 (1924) | −15,5 (1884) | −24,7 (1880) | −28,5    | −22,6    | 0,0      | −15,5    | −28,5   |
| Giorni di calura (Tmax ≥ 30 °C)                      | 0,0          | 0,0          | 0,0          | 0,0          | 0,1         | 0,5         | 2,9         | 4,5         | 0,6         | 0,0         | 0,0          | 0,0          | 0,0      | 0,1      | 7,9      | 0,6      | 8,6     |
| Giorni di gelo (Tmin ≤ 0 °C)                         | 30,6         | 27,4         | 23,3         | 3,2          | 0,0         | 0,0         | 0,0         | 0,0         | 0,0         | 0,0         | 9,7          | 27,6         | 85,6     | 26,5     | 0,0      | 9,7      | 121,8   |
| Giorni di ghiaccio (Tmax ≤ 0 °C)                     | 16,7         | 13,3         | 3,2          | 0,0          | 0,0         | 0,0         | 0,0         | 0,0         | 0,0         | 0,0         | 0,9          | 9,5          | 39,5     | 3,2      | 0,0      | 0,9      | 43,6    |
| Nuvolosità (okta al giorno)                          | 8,2          | 7,8          | 7,5          | 6,9          | 7,1         | 7,4         | 7,9         | 7,6         | 6,9         | 6,6         | 7,5          | 8,0          | 8,0      | 7,2      | 7,6      | 7,0      | 7,5     |
| Precipitazioni (mm)                                  | 108,4        | 91,9         | 77,6         | 54,6         | 55,5        | 60,4        | 90,7        | 126,8       | 142,2       | 109,9       | 113,8        | 114,5        | 314,8    | 187,7    | 277,9    | 365,9    | 1 146,3 |
| Giorni di pioggia                                    | 18,3         | 16,0         | 13,9         | 9,6          | 8,5         | 7,5         | 7,7         | 9,5         | 10,2        | 11,6        | 14,6         | 16,0         | 50,3     | 32,0     | 24,7     | 36,4     | 143,4   |
| Nevicate (cm)                                        | 137          | 116          | 74           | 6            | 0           | 0           | 0           | 0           | 0           | 1           | 30           | 113          | 366      | 80       | 0        | 31       | 477     |
| Giorni di neve                                       | 21,7         | 18,4         | 15,8         | 2,5          | 0,0         | 0,0         | 0,0         | 0,0         | 0,0         | 0,2         | 5,2          | 18,2         | 58,3     | 18,3     | 0,0      | 5,4      | 82,0    |
| Giorni di nebbia                                     | 0,0          | 0,1          | 0,1          | 0,2          | 0,4         | 0,4         | 0,2         | 0,1         | 0,0         | 0,1         | 0,1          | 0,0          | 0,1      | 0,7      | 0,7      | 0,2      | 1,7     |
| Umidità relativa media (%)                           | 69           | 68           | 65           | 61           | 65          | 72          | 75          | 75          | 71          | 67          | 67           | 68           | 68,3     | 63,7     | 74       | 68,3     | 68,6    |
| Radiazione solare globale media (centesimi di MJ/m²) | 6,0          | 8,9          | 12,7         | 16,1         | 18,4        | 18,8        | 17,4        | 15,9        | 13,3        | 9,5         | 6,1          | 4,9          | 19,8     | 47,2     | 52,1     | 28,9     | 148,0   |
| Ore di soleggiamento mensili                         | 90,4         | 103,5        | 144,7        | 175,8        | 200,4       | 180,0       | 168,0       | 168,1       | 159,3       | 145,9       | 99,1         | 82,7         | 276,6    | 520,9    | 516,1    | 404,3    | 1 717,9 |
| Pressione a 0 metri s.l.m. (hPa)                     | 1 009,8      | 1 010,4      | 1 009,8      | 1 008,8      | 1 007,4     | 1 005,9     | 1 005,3     | 1 006,9     | 1 010,3     | 1 012,6     | 1 012,6      | 1 010,7      | 1 010,3  | 1 008,7  | 1 006,0  | 1 011,8  | 1 009,2 |
| Tensione di vapore (hPa)                             | 3,4          | 3,5          | 4,4          | 6,2          | 9,6         | 14,0        | 18,9        | 20,2        | 15,3        | 9,7         | 6,2          | 4,1          | 3,7      | 6,7      | 17,7     | 10,4     | 9,6     |
| Vento (direzione-m/s)                                | NW 3,3       | NW 3,4       | NW 3,8       | NW 4,2       | SE 4,2      | SE 3,7      | SE 3,6      | SE 3,5      | SE 3,2      | SSE 3,4     | SSE 3,4      | NW 3,2       | 3,3      | 4,1      | 3,6      | 3,3      | 3,6     |

## Origini del nome
Il nome Sapporo deriva da sat poro pet (サッ・ポロ・ペッ) della lingua ainu, che può essere tradotto come "grande fiume asciutto".

## Storia

### Le origini nell'800

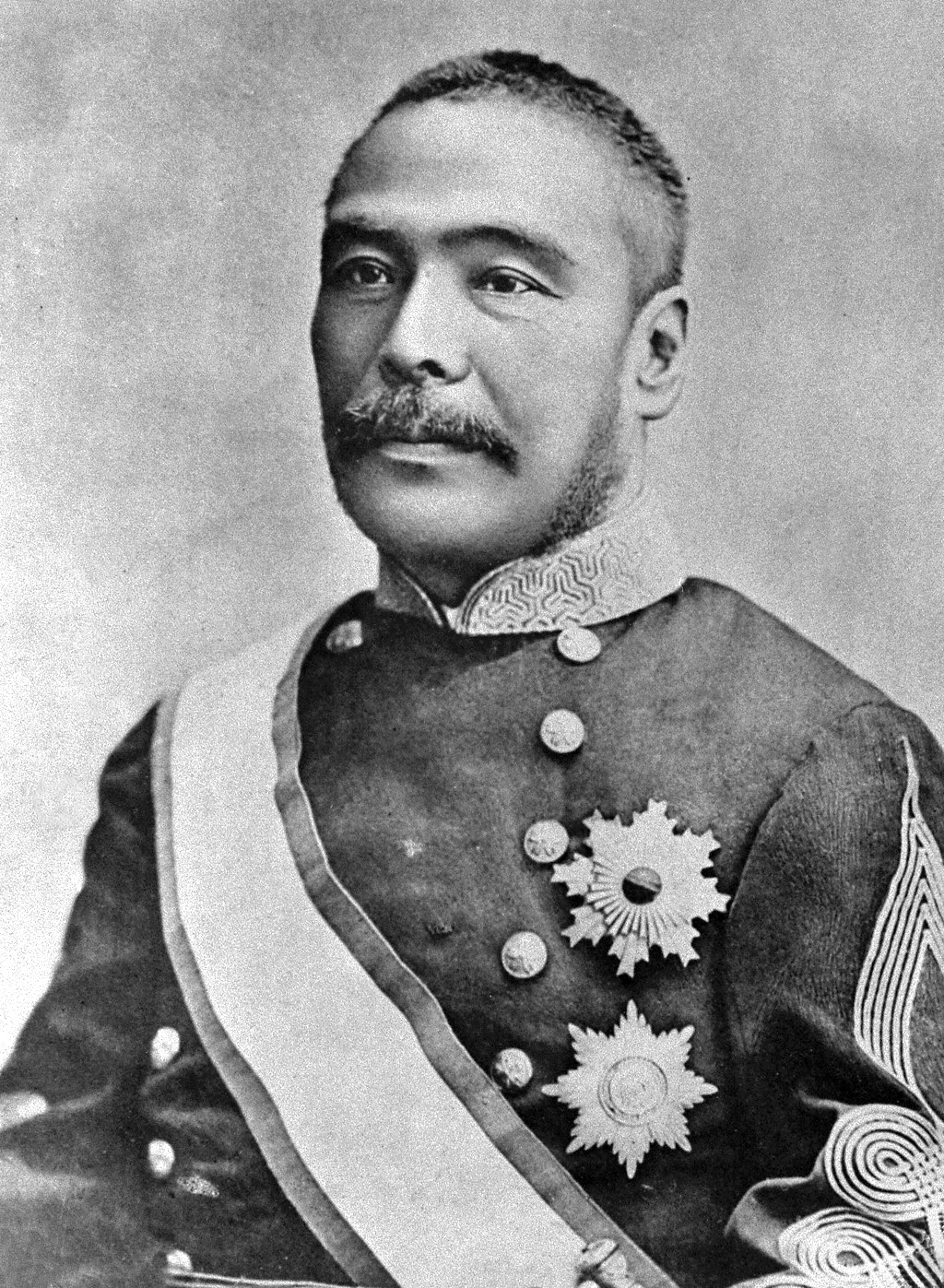
Kuroda Kiyotaka

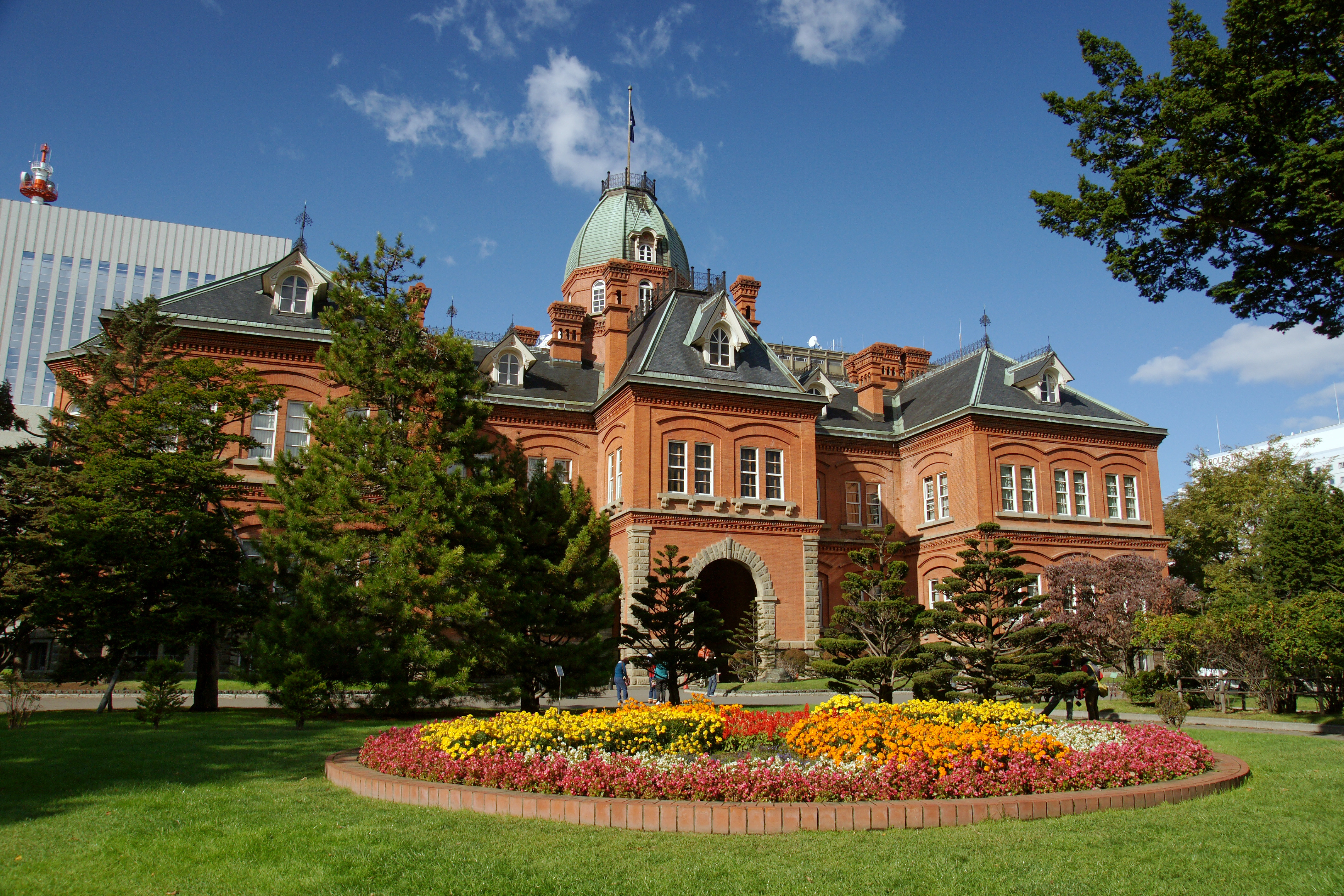
Il Vecchio Palazzo del Governo di Hokkaidō

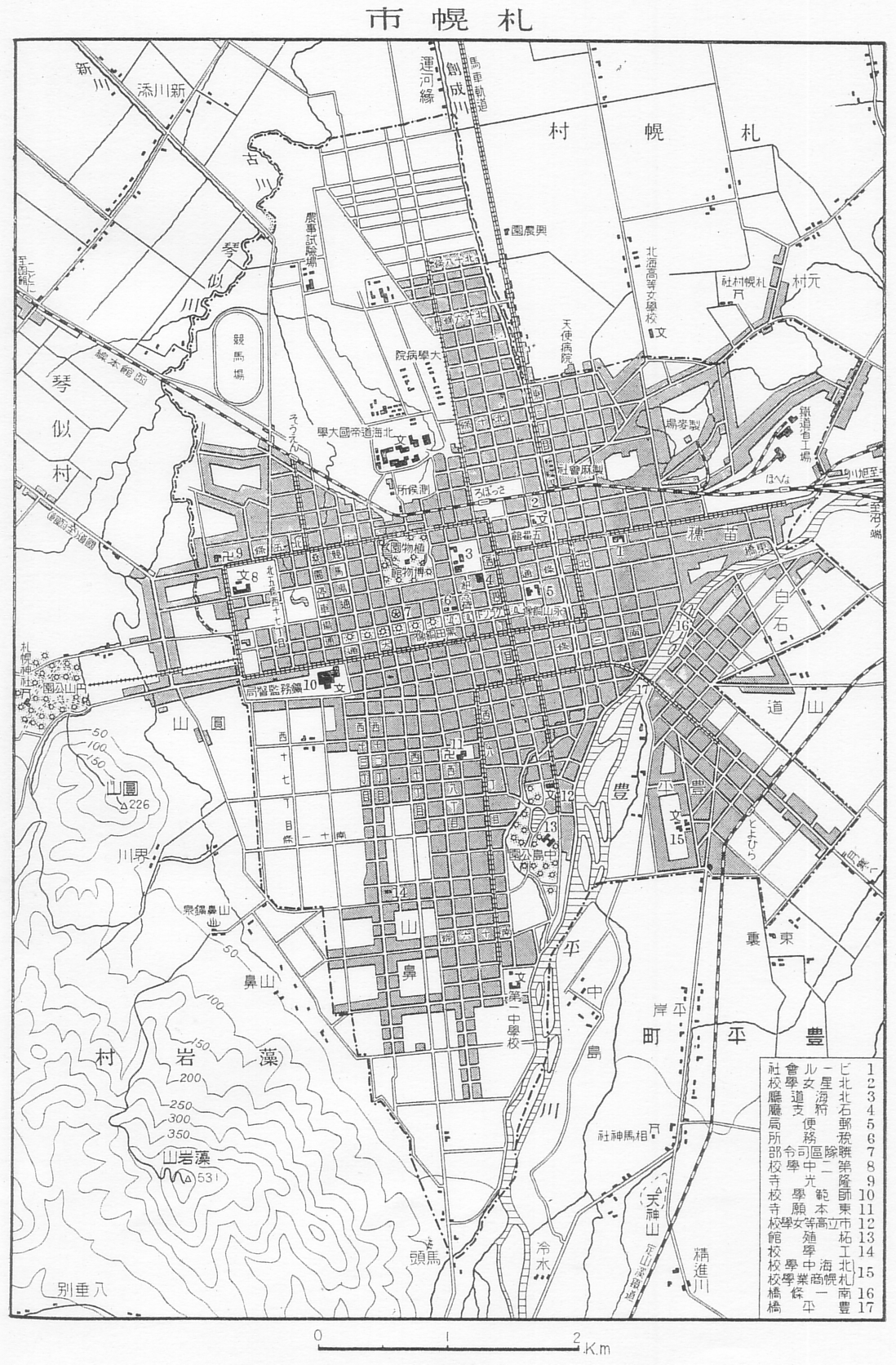
Mappa di Sapporo negli anni trenta del 1900

Prima della fondazione della città, l'area occupata da Sapporo (nota come pianura di Ishikari) era colonizzata da diverse tribù indigene Ainu. Nel 1866, con il termine del periodo Edo iniziò la realizzazione di un canale lungo l'area, incoraggiando i lavoratori a stabilirsi nella zona.
Il 1868 è generalmente considerato l'anno di fondazione della città, quando l'allora neonato governo Meiji reputò la posizione di Hakodate, all'epoca il capoluogo dell'Hokkaidō, in una posizione poco centrale, e quindi inadatta a svolgere il ruolo per lo sviluppo e la difesa dell'isola. Questo portò alla decisione di creare la nuova capitale per l'isola nella pianura di Ishikari, una posizione più unica che rara nella montagnosa Hokkaido.
Durante il 1870-1871 Kuroda Kiyotaka, il vicepresidente della commissione per lo sviluppo dell'Hokkaido, chiese aiuto al governo statunitense per la pianificazione urbanistica dell'area. Conseguentemente, Horace Capron, il segretario dell'Agricoltura degli Stati Uniti d'America divenne un oyatoi gaikokujin (figura di esperto straniero molto ricercato nel Giappone in fase di apertura all'occidente). Grazie al piano di Capron, Sapporo si sviluppò in modo molto simile a una città americana, con uno schema a griglia e vie intersecantisi ad angolo retto formanti isolati.
Nel frattempo l'espansione del Giappone nell'isola di Hokkaido continuava, principalmente grazie al movimento migratorio proveniente dallo Honshu, e questo non fece altro che aumentare la prosperità dell'Hokkaido al punto che la commissione per lo sviluppo si rivelò non più necessaria, e venne quindi abolita nel 1882.
Edwin Dun (O-yatoi gaikokujin) arrivò a Sapporo per aprire fattorie per pecore e bovini nel 1876. Egli illustrò anche i benefici dell'allevamento suino e la produzione di burro, formaggio, prosciutto e insaccati. Sposò una donna giapponese e dopo essere tornato negli Stati Uniti nel 1883, ritornò in Giappone come segretario governativo.
William S. Clark (O-yatoi gaikokujin), il presidente del Massachusetts Agricultural College (l'attuale University of Massachusetts Amherst) divenne il vicepresidente fondatore del Collegio Agricolo di Sapporo (che sarebbe divenuto in seguito l'Università dell'Hokkaido) per otto mesi dal 1876 al 1877. Fu docente di materie accademiche scientifiche e insegnò dottrine e principi cristiani alle prime classi che entrarono nell'istituto.
Nel 1880 l'intera area di Sapporo venne chiamata "Sapporo-ku" (quartiere di Sapporo), e venne realizzata una ferrovia fra Sapporo e Temiya Otaru. In questo anno venne creato, vicino al parco di Ōdōri, l'Hōheikan, un hotel e residenza per i visitatori ufficiali e i dignitari. Fu poi spostato al Parco Nakajima dove rimane tutt'oggi. Due anni dopo, con l'abolizione del Kaitaku-shi, l'Hokkaido venne diviso in tre prefetture: Hakodate, Sapporo e Nemuro. Il nome del distretto urbano a Sapporo rimase Sapporo-ku, mentre il resto dell'area periurbana venne chiamato "Sapporo-gun". L'edificio governativo di Sapporo venne posizionato nel distretto urbano.
Le tre nuove prefetture di Sapporo, Hakodate e Nemuro furono abolite nel 1886 e nel 1888 venne costruito l'Ufficio governativo dell'Hokkaido, un edificio in stile neo-barocco americano in mattoni rossi. L'ultima squadra del Tonden-hei, i primi pionieri che colonizzarono l'isola, si stanziarono dove ora si trova l'area di Tonden, nel quartiere di Kita-ku.
Sapporo-ku amministrò la circostante area di Sapporo-gun fino al 1899 quando il nuovo sistema di distretti venne annunciato. Dopo quell'anno, Sapporo-ku aveva un potere leggermente più grande di quello delle cittadine, ma più piccolo delle città. Oltre a Sapporo-ku, nell'Hokkaido dell'epoca erano presenti anche Hakodate-ku e Otaru-ku.

### Storia contemporanea ('900)

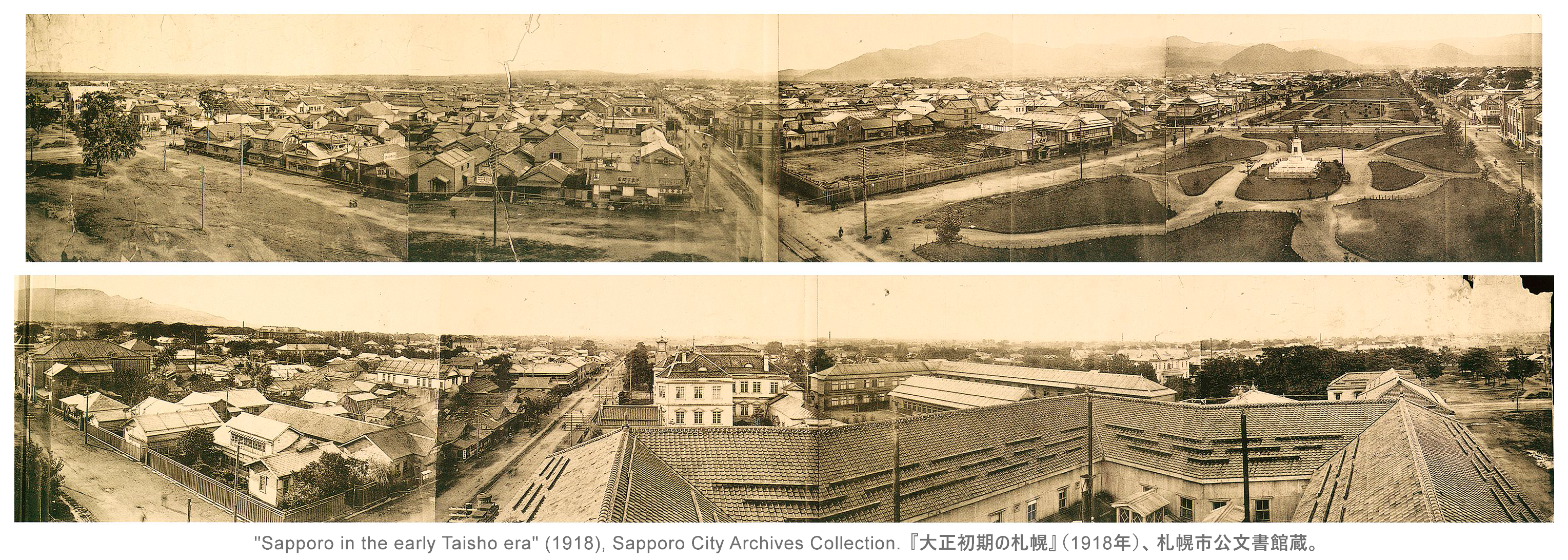
Sapporo, epoca Taisho, 1918

Nel 1907 venne fondata a Sendai nella prefettura di Miyagi l'Università Imperiale del Tōhoku, e il Collegio Agricolo di Sapporo fu controllato da questa. In questi anni furono fondati diversi villaggi, fra cui Sapporo-gun, Naebo, Kami Shiroishi e i distretti del Tonden-hei, ma furono integrati con Sapporo-ku nel 1910.
Nel 1918 venne inaugurato il tram di Sapporo, e venne fondata l'Università Imperiale dell'Hokkaidō, una delle sette università imperiali del Giappone. Fu anche completata in questi anni la ferrovia Jōzankei, che sarà poi chiusa nel 1969.
Nel 1922 il governo di Tokyo annunciò il nuovo sistema amministrativo da utilizzarsi, e Sapporo-ku divenne la Città di Sapporo. Nel 1930 fu inaugurato il servizio di autobus urbano a Sapporo, e nel 1937 la città venne designata come ospite per i giochi olimpici invernali 1940, manifestazione mai tenutasi per lo scoppio della seconda guerra mondiale. Nel 1940 il villaggio di Maruyama venne integrato come parte del quartiere di Chūō-ku in 1940, e due anni dopo venne realizzato l'Aeroporto di Okadama.
Durante gli ultimi giorni della Seconda Guerra Mondiale, il 14 e 15 luglio 1945 30 B-29 Superfortress delle forze Alleate bombardarono con 889 tonnellate di esplosivi incendiari la città durante l'ora di pranzo. A causa dell'attacco perirono 190 persone, 6788 vennero ferite e circa 78.000 rimasero senza abitazione. Oltre alle perdite umane, molte strutture furono distrutte o date alle fiamme, e il 17,5% della città fu distrutto. Dopo la guerra Sapporo fu comunque ricostruita.
Il primo Festival della neve di Sapporo si tenne nel 1950. Nello stesso anno il villaggio di Shiroishi venne integrato con la città, divenendo parte di Shiroishi-ku e di Atsubetsu-ku. Nel 1955 la cittadina di Kotoni e tutto il villaggio di Sapporo e quello di Shinoro furono assorbiti dalla città di Sapporo, e divennero parte dei quartieri di Chūō-ku, Kita-ku, Higashi-ku, Nishi-ku e Teine-ku. L'espansione della città continuò negli anni '60 con l'istituzione dei quartieri di Toyohira-ku e Kiyota-ku.
Nel 1968 si tenne la cerimonia commemorativa per i 100 anni dalla fondazione della città. Nel 1971 fu inaugurata la metropolitana di Sapporo, rendendo la città la quarta in Giappone ad aver realizzato una metropolitana. Dal 3 al 13 febbraio 1972 vennero finalmente aperte le Olimpiadi invernali 1972, le prime a tenersi in Asia. Lo stesso anno Sapporo divenne una delle città designate per ordinanza governativa, e vennero istituiti 7 quartieri. L'ultima performance della cantante Maria Callas si tenne a Sapporo, nell'Hokkaido Koseinenkin Kaikan l'11 novembre 1974. La metropolitana intanto veniva espansa con l'apertura della linea Tōzai nel 1976 e della linea Tōho nel 1988. L'anno seguente i quartieri di Atsubetsu-ku e Teine-ku furono separati da Shiroishi-ku e Nishi-ku.
Gli anni novanta videro l'inizio degli eventi annuali nella città, con il Pacific Music Festival nel 1990, lo Yosakoi Sōran Festival nel 1992.
Il Consadole Sapporo, un club calcistico professionistica venne fondato nel 1996, e l'anno seguente il quartiere di Kiyota-ku fu diviso da Toyohira-ku. Lo stesso anno la Banca Hokkaido Takushoku, una banca nata in Hokkaidō e basata a Odori, andò in bancarotta.

### Storia contemporanea (anni 2000)

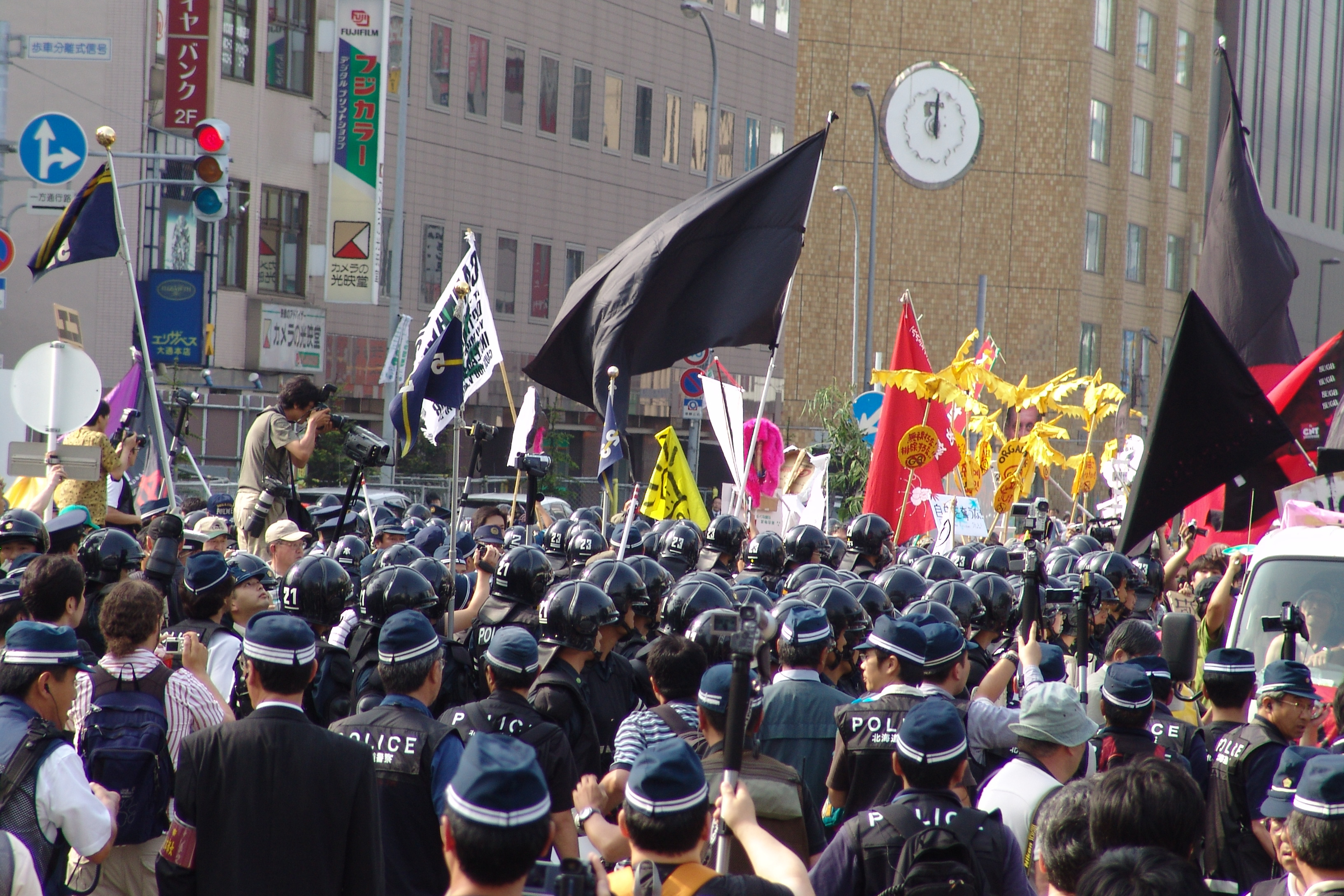
La protesta nel marzo 2008 durante il G8 di Hokkaido

Nel 2001 venne completata la costruzione del Sapporo Dome, e l'anno dopo ospitò tre partite dei Mondiali di calcio 2002: Germania - Arabia Saudita, Argentina - Inghilterra e Italia - Ecuador, tutte del primo girone. Nel 2003 venne eletto l'attuale sindaco della città, Fumio Ueda. Nel 2004 Sapporo divenne ospite della squadra degli Hokkaido Nippon-Ham Fighters del baseball professionistico giapponese, che vinse il campionato nazionale nel 2006, e la parata celebrativa venne tenuta nel febbraio 2007 presso la strada di Ekimae-Dōri (un viale di fronte alla stazione centrale).
Nel 2008 si tenne in Hokkaido il 34º summit del G8 presso Tōyako, e un gruppo di no global protestò nel cuore della città. Arrivarono in rinforzo poliziotti da tutto il Giappone, e durante le rimostranze vennero arrestate quattro persone.
Nel 2020 ha ospitato la maratona e la marcia alle Olimpiadi di Tokyo 2020

### Suddivisione amministrativa
Sapporo, come tutte le città giapponesi oltre i 500.000 abitanti, è divisa in quartieri denominati ku. Sapporo ne possiede 10.
| Atsubetsu-ku (厚別区?) (viola)     |
| Chūō-ku (中央区?) (blu)            |
| Higashi-ku (東区?) (azzurro)       |
| Kita-ku (北区?) (melograno)        |
| Kiyota-ku (清田区?) (verde)        |
| Minami-ku (南区?) (rosso)          |
| Nishi-ku (西区?) (arancione)       |
| Shiroishi-ku (白石区?) (marrone)   |
| Teine-ku (手稲区?) (verde foresta) |
| Toyohira-ku (豊平区?) (rosa)       |

## Monumenti e luoghi d'interesse
- Vecchio Palazzo del Governo di Hokkaidō

## Cultura

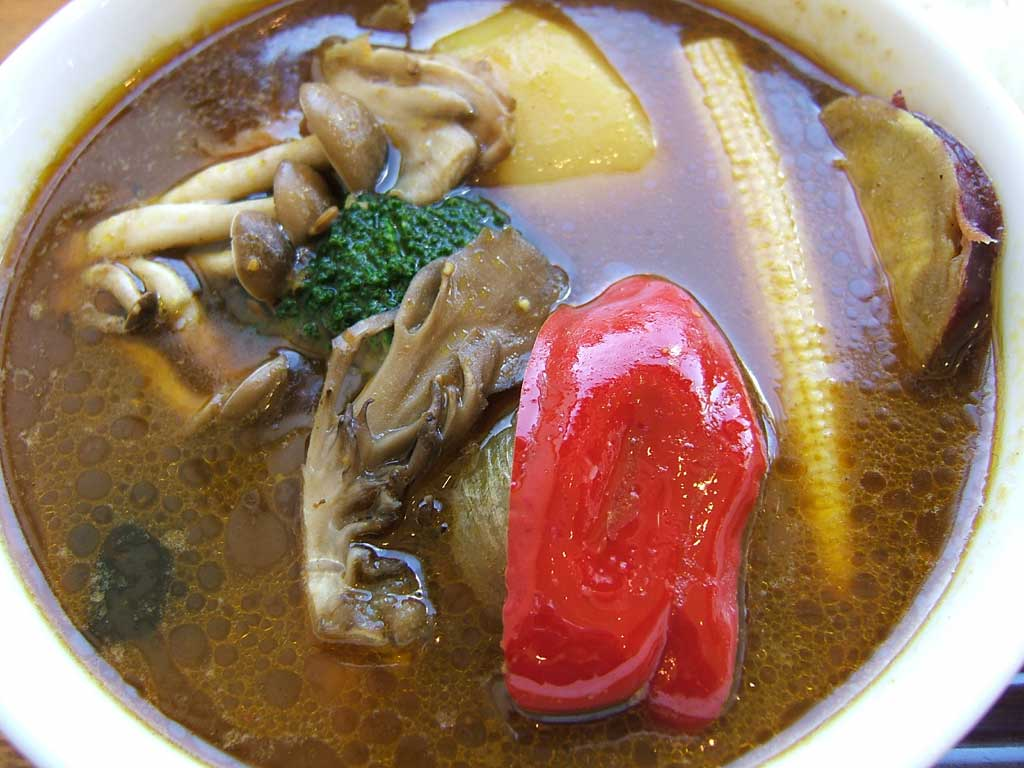
Il Soup curry

Sapporo è una delle città maggiormente a vocazione turistica del Giappone, con un numero di visitatori che ha raggiunto nel 2006 i 14.104.000, con un incremento del 5,9% rispetto all'anno precedente. Il 2006 è anche stato il primo anno in cui i turisti hanno superato la quota dei 14 milioni.

### Cucina
Sapporo è conosciuta come il luogo di nascita del miso ramen,, un piatto di noodle ramen creato usando il miso. Il Kouraku Ramen Meitengai era una via nei pressi di Susukino contenente diversi ristoranti di ramen creata nel 1951, ma l'area fu demolita per dei progetti per le olimpiadi, ma venne poi ripristinata.
Dal 1966 una compagnia chiamata Sanyo Foods iniziò a vendere ramen istantaneo con il brand name di "Sapporo Ichiban". Nel 2001 il Ramen di Sapporo venne inserito nella lista dei patrimoni dell'Hokkaido, assieme ai ramen di Asahikawa e di Hakodate. Il 1º ottobre 2004 è stata inaugurata presso il 10º piano del Sapporo Esta, un centro commerciale collegato con la stazione di Sapporo, la Sapporo Ramen Republic, un parco tematico dedicato al ramen con diversi ristoranti che propongono i ramen più disparati.
Fra le altre specialità Sapporo annovera anche il Soup curry, una zuppa di curry più o meno piccante dalla consistenza liquida con vegetali vari e pollo. Anche Sapporo Sweets, una ditta dolciaria locale è famosa per i suoi prodotti utilizzati con materie prime dell'isola; ogni anno si tiene la Sapporo Sweets Competition. Altre specialità sono il jinjisukan (il nome deriva da Gengis Khan), un piatto a base di carne di agnello, lo Haksup, una varietà locale di mora, e il cocomero.

### Arte

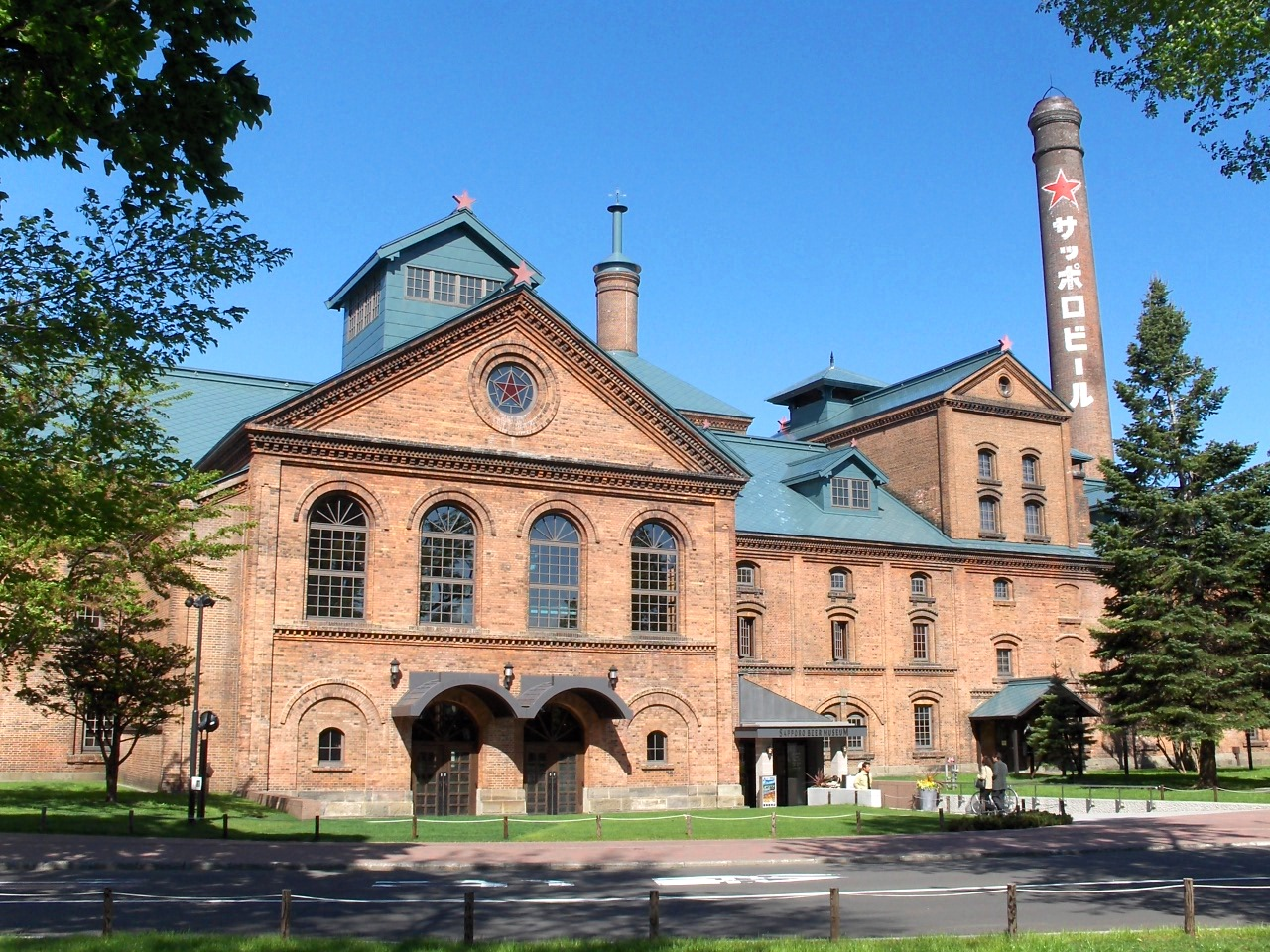
Museo della birra di Sapporo

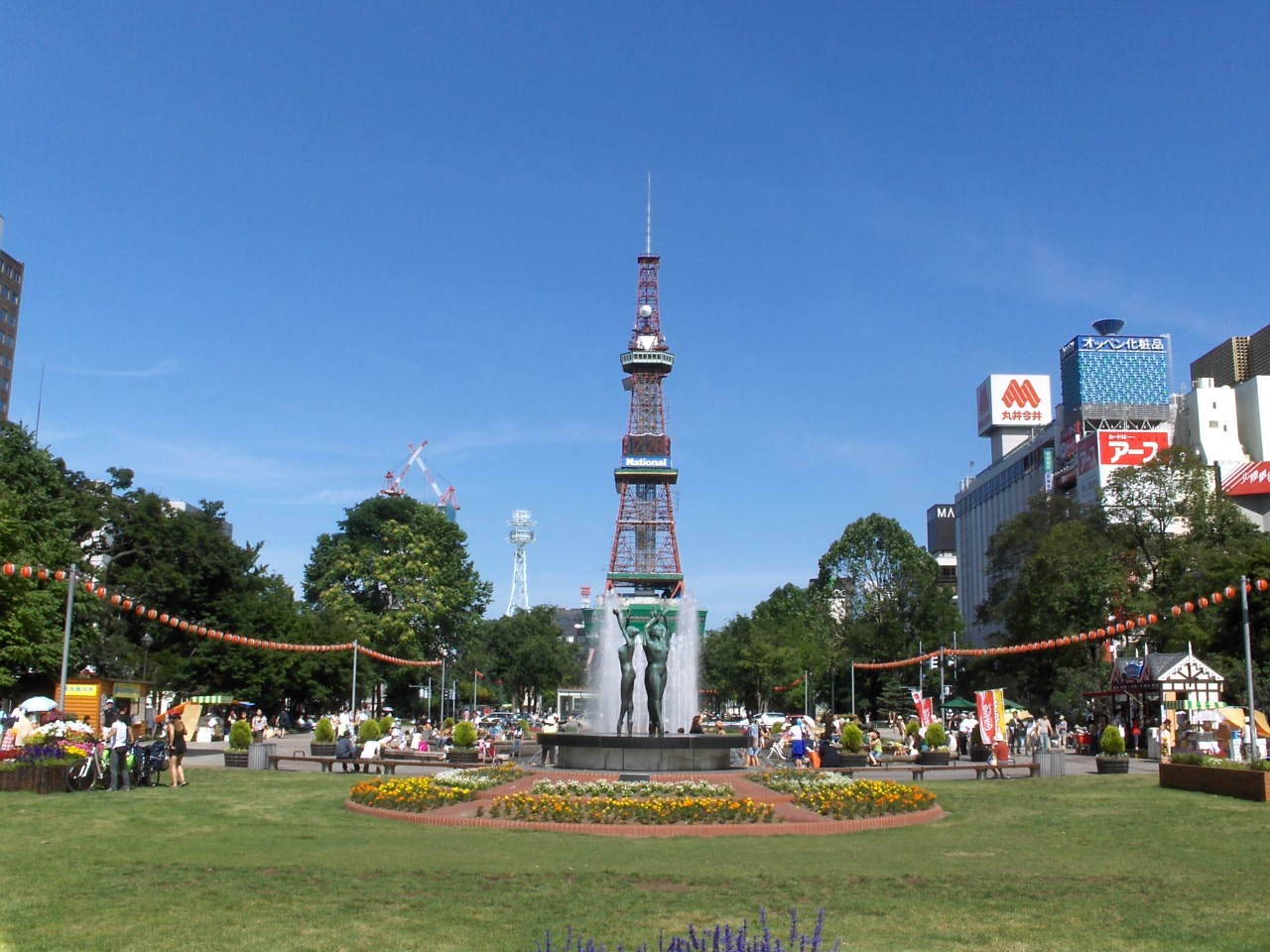
La Torre TV di Sapporo con il Parco Ōdōri

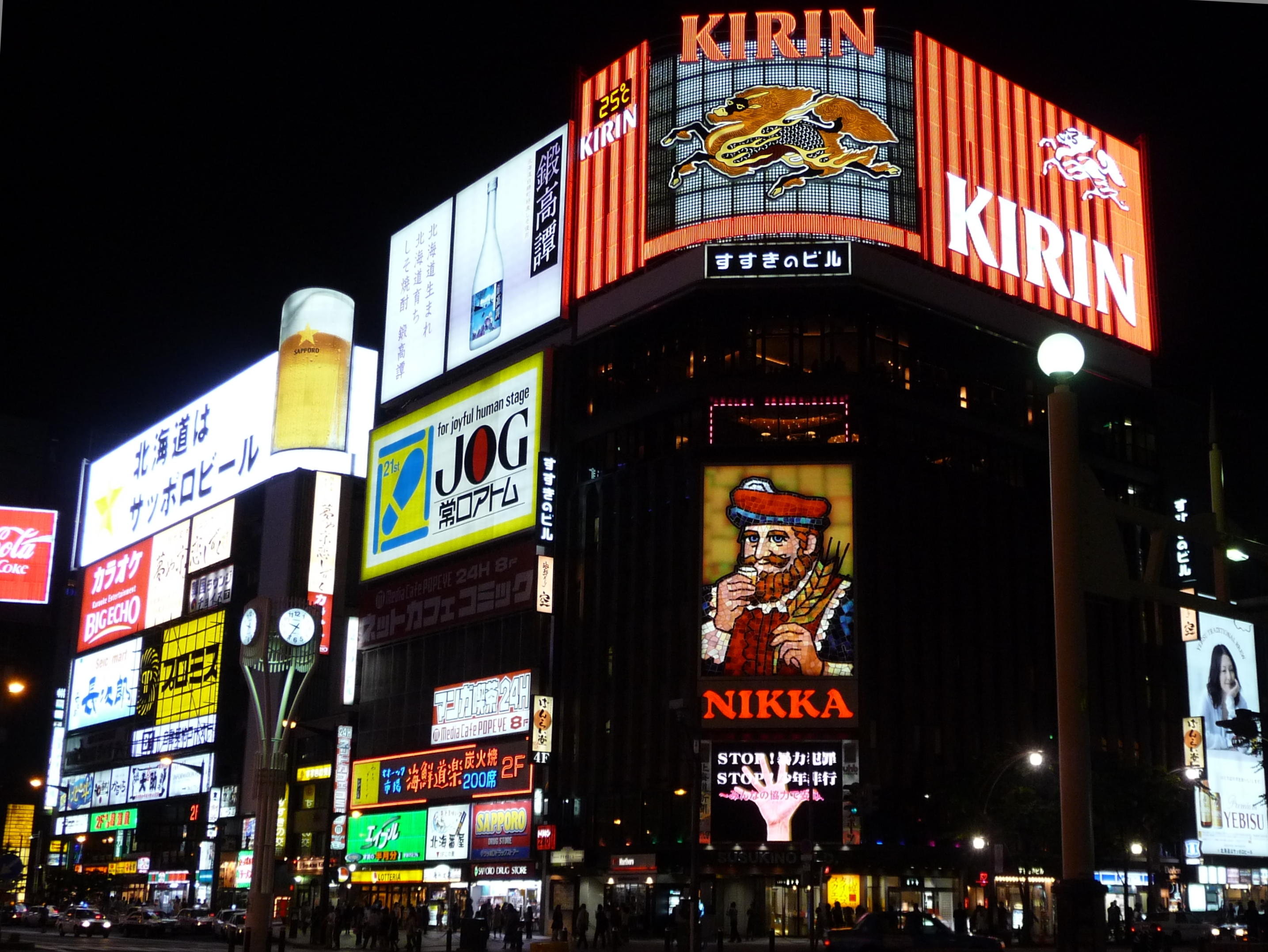
Susukino il quartiere della vita notturna della città

Il Sapporo Concert Hall Kitara è il principale teatro della città, situato nel parco Nakajima. Qui si esibisce l'Orchestra sinfonica di Sapporo, un gruppo professionale nato nel 1961. Un altro conosciuto teatro è quello all'aperto del Sapporo Artpark, situato nel quartiere di Minami-ku e contenente anche un museo d'arte e la vecchia abitazione di Takeo Arishima. Il Pacific Music Festival (PMF) è un evento fisso, che si tiene in entrambi gli impianti, nato nel 1990 da un'idea di Leonard Bernstein. Altri musei di Sapporo sono il Museo d'arte moderna dell'Hokkaido, il Museo della letteratura dell'Hokkaido, il Museo della scultura e il Museo d'arte Migishi Kotaro. Nel parco Makomanai si trova anche il Museo del Salmone, e mostra molto materiale relativo alla vita e all'ecologia dei salmoni. Infine, l'acquario Sunpiazza si trova vicino al centro per la scienza di Sapporo ad Atsubetsu.

### Università
- Hokkaido University (北海道大学?, Hokkaidōdaigaku)
- Hokkaido University of Education (北海道教育大学?, Hokkaidōkyōikudaigaku)
- Sapporo City University (札幌市立大学?, Sapporoshiritsudaigaku)
- Sapporo Medical University (札幌医科大学?, Sapporoikadaigaku)

### Eventi

#### Festival della neve di Sapporo

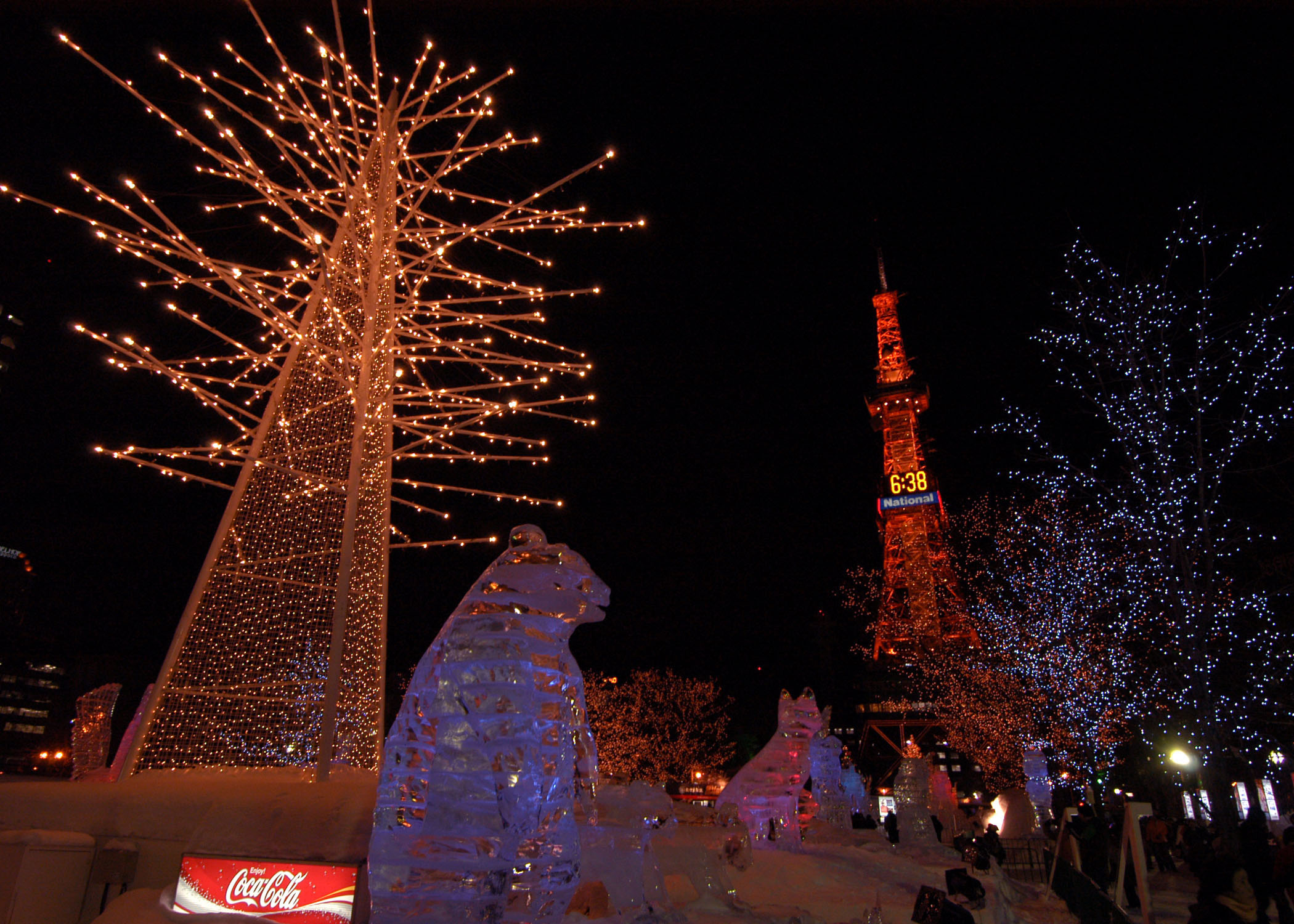
Festival della neve di Sapporo

Annualmente la città di Sapporo ospita uno dei maggiori eventi invernali in Giappone: il Festival della neve di Sapporo, una manifestazione della durata di sette giorni, che vede la partecipazione di artisti di tutto il mondo impegnati in una gara per la realizzazione di sculture di ghiaccio.

## Economia
L'economia di Sapporo è dominata dal settore terziario. Le principali industrie sono quelle dell'informatica, della vendita al dettaglio e del turismo, in quanto Sapporo è un'importante destinazione per gli sport invernali e per i viaggi estivi, grazie al suo clima mite in estate.
Per l'Hokkaido rappresenta un centro di produzione essenziale, con vari prodotti legati all'alimentazione, il metallo e l'acciaio, le bibite e la carta. In città si produce la birra Sapporo che è famosa per la sua qualità ed è la più venduta tra le birre giapponesi.
La compagnia aerea Hokkaido International Airlines (Air Do) ha la sua sede nel quartiere di Chūō-ku.

### Turismo
A Sapporo si trovano diversi monumenti storici, così come centri commerciali e parchi che attirano molti turisti ogni anno. Fra i monumenti storici sono da menzionare l'Ex Ufficio governativo dell'Hokkaido, la torre dell'orologio, il Santuario dell'Hokkaido (Hokkaidō Jingū) e la torre televisiva.
Il birrificio Sapporo era in origine il luogo di produzione della famosa birra, ma ora è un grandissimo centro commerciale con negozi, ristoranti, uffici e un cinema multiplex. Un'altra ex fabbrica è invece stata trasformata nel museo della birra di Sapporo, che fa parte del Sapporo Garden Park e ospita i Sapporo Beer Gardens (サッポロビール園?, Sapporo Bīru En). The Sapporo City Archive Museum.
Altri edifici interessanti sono il memoriale di Edwin Dun e altre costruzioni dentro il campus dell'Università dell'Hokkaido. Essi fanno parte della lista delle proprietà culturali della città.
Ci sono due musei d'arte a Sapporo. Il Museo d'arte Miyanomori ha la più grande collezione di Christo e Jeanne-Claude in Asia e Oceania. Fra gli altri artisti presentati abbiamo Lucio Fontana, Frank Stella, Jasper Johns, Lee Ufan, Guillaume Bottazzi e Kumi Sugai. Il Museo d'arte moderna dell'Hokkaido presenta per lo più artisti locali come Eien Iwahashi, Kinjiro Kida, Nissho Kanda, Tamako Kataoka e specialmente gli oggetti in vetro dell'Scuola di Parigi.
La Sapporo JR Tower è un grattacielo di 38 piani realizzato sulla stazione di Sapporo con un osservatorio panoramico all'ultimo piano. Nel 2006 è stato visitato da 311.815 persone. La Torre TV di Sapporo si trova all'estremo orientale del parco Ōdōri, ed è una delle più interessanti architetture moderne della città. Anche qui è presente un osservatorio panoramico che permette di osservare tutto il parco e la città circostante.
Susukino è il principale quartiere della vita notturna di Sapporo e alcune delle sue attrazioni sono il Sapporo Ramen Yokocho, il Norubesa (un edificio con un'enorme ruota panoramica sul tetto) e un'infinità di ristoranti, discoteche, bar e intrattenimenti per adulti. Il quartiere contiene anche il Tanuki Kōji, un'area pedonale al coperto con diversi negozi e ristoranti, la più antica della città di questo genere. A Minami-ku, il distretto di Jōzankei contiene molti hotel e centri benessere, con saune e sorgenti termali.
Oltre a tutto ciò Sapporo offre diversi parchi:
- Parco Ōdōri
- Parco Maruyama
- Parco Moerenuma
- Giardino delle rose Chizaki
- Giardini botanici dell'Università dell'Hokkaidō
- Collina di Hitsujigaoka

## Infrastrutture e trasporti

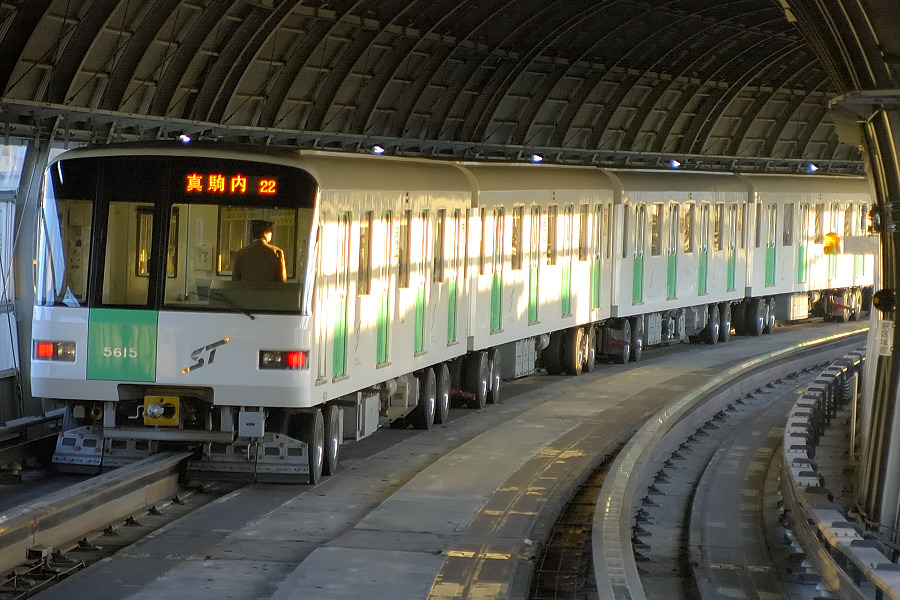
Un treno con pneumatici di gomma della metropolitana

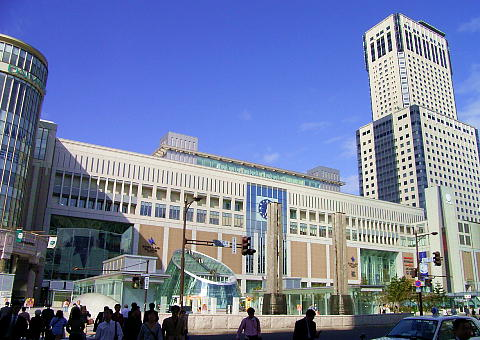
La stazione di Sapporo

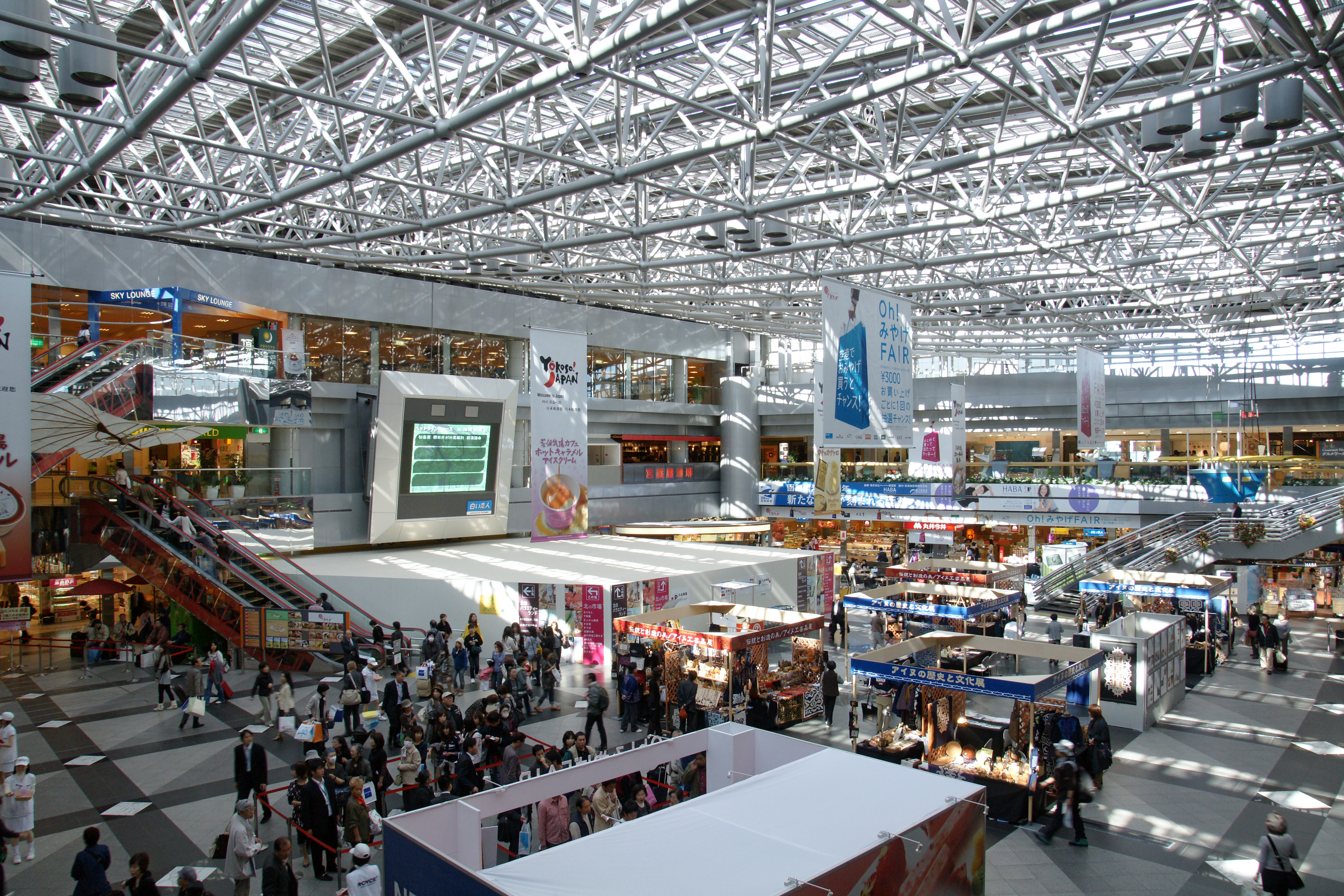
Il terminal partenze domestico dell'aeroporto di Shin-Chitose

Sapporo è il cuore dei trasporti dell'isola di Hokkaidō, e il principale punto di collegamento fra l'isola e il resto del Giappone. Per spostarsi in città, oltre che ai normali biglietti cartacei, sono disponibili due tipi di biglietti elettronici ricaricabili a tecnologia RFID: la carta Kitaca, emessa dalla JR Hokkaido e compatibile anche con i trasporti della rete JR East e la carta SAPICA, originariamente nata per la metropolitana e ora utilizzabile su tutti i vettori di Sapporo.

### Metropolitana
Sapporo è dotata di una rete metropolitana costituita da 3 linee e con un'estensione totale di circa 48 km. Le tre linee si incontrano presso la stazione di Ōdōri, sotto l'omonimo parco e si distaccano radialmente in varie direzioni. Una particolarità della metropolitana di Sapporo, dovuta al rigido clima invernale, è la realizzazione per mezzo di ruote gommate anziché le convenzionali rotaie di ferro. Questo permette di risolvere molti problemi legati all'aderenza delle vetture durante le gelate invernali. Le tre linee sono:
- Linea Namboku
- Linea Tōzai
- Linea Tōhō

### Tram
Assieme ad Hakodate, Sapporo è l'unica altra città dell'Hokkaido a conservare una rete tranviaria. Il sistema è costituito da un'unica linea di circa 8,4 km con 23 fermate nel centro cittadino. Il percorso crea un anello quasi chiuso, e sono in fase di considerazione diversi progetti di chiusura dell'anello e di estensione del tram alla stazione di Sapporo.

### Ferrovie
Il centro del trasporto su ferro della città è la stazione di Sapporo, presso cui convergono tre linee:
- Linea Hakodate
- Linea Chitose
- Linea Sasshō (Linea Gakuentoshi)

Lungo queste tre linee la frequenza dei treni nell'area urbana è abbastanza alta da renderle utili per effettuare rapidamente vari spostamenti. Diversi treni Espressi limitati collegano inoltre Sapporo con diverse città dell'Hokkaido e Aomori sull'isola di Honshū, e sono disponibili anche alcuni servizi notturni per Tokyo e Osaka. È in fase di costruzione inoltre la linea ad alta velocità dell'Hokkaidō Shinkansen che attorno al 2037 giungerà nella stazione di Sapporo, che per l'occasione verrà ampliata.

### Aeroporti
Sapporo è servita da due aeroporti. L'Aeroporto di Okadama è utilizzato per i voli a corto raggio sull'isola, mentre l'Aeroporto di Shin-Chitose, situato a Chitose collega Sapporo con tutte le principali città del Giappone e alcune città asiatiche. Quest'ultimo è collegato con il centro della città da un treno apposito a un prezzo di 1070 yen.

## Amministrazione

### Gemellaggi
Sapporo è gemellata con:
- Portland, dal 1959
- Monaco di Baviera, dal 1972
- Shenyang, dal 1980
- Novosibirsk, dal 1990

## Sport
A Sapporo, nel 1972, si tennero i primi giochi olimpici invernali in terra asiatica, per l'occasione vennero costruiti impianti quali il Makomanai Open Stadium e i trampolini Miyanomori e Ōkurayama. A Sapporo sono state organizzate numerose gare di combinata nordica, salto con gli sci e sci di fondo valide per le rispettive Coppe del Mondo.
Sapporo ha ospitato nel 2008 e nel 2010 diverse tappe del rally del Giappone, manifestazione valida per il campionato del mondo rally della FIA. Alcuni incontri validi per il campionato mondiale di calcio 2002 si sono disputati allo stadio Sapporo Dome, il maggiore impianto sportivo cittadino.
Nel 2020 ha ospitato la maratona e la marcia alle Olimpiadi di Tokyo 2020